# 劉曉玫
劉曉玫（Liu Hsiao-Mei，1973年12月15日—），臺灣政治人物，民主進步黨籍，曾任花蓮縣議會議員，2002年起擔任十五屆、十六屆、十七屆、十八屆花蓮縣議員，曾任花蓮縣議會民進黨黨團總召集人、花蓮市市民代表、民進黨中執委、民進黨中評委、花蓮國際青年商業會秘書長、臺灣港務公司董事，為銘傳大學國際貿易學系畢業。

## 學生時期
劉曉玫出生於台東，因父親工作關係就讀屏東及花蓮多所小學，高中時期北上求學，就讀臺北市私立文德女子高級中學，從銘傳大學時期便開始關注公共議題，參加民間電視台、全民電通募款等公民運動，同時也在世界台灣同鄉會擔任秘書，台灣國會辦公室擔任助理，該辦公室有李進勇、尤宏、黃爾璇、許添財、廖大林等多位委員。

## 就業與經歷
大學畢業後曾在花蓮地方電視台擔任過記者9個月。後來接受民進黨徵召在花蓮市選民代，首次披掛上陣就當選，之後轉戰縣議員已連任4屆。從24歲開始就接受民進黨徵召選上花蓮市民代表，已連任4屆的縣議員劉曉玫，於2018年2月4日受訪時表態，願接受民進黨中央徵召投入年底花蓮縣長選戰。

## 劉曉玫質詢相關新聞
2009年12月，傅崐萁派其妻子當副縣長，劉曉玫批傅崐萁家族為家天下。
2010年5月，國小女童遭性侵案，花蓮縣長傅崐萁將國賠撤銷，遭議員砲轟。
2014年6月，花蓮縣政府將路權委外，由一家廠商獨攬15年，劉曉玫議員質詢遭擋。
2015年8月，「議員停權議員」開先例，花蓮縣議會通過將劉停權3個月，創台灣縣議會憲政史上首例。前行政院長游錫堃南下聲援，蔡英文指示民進黨中央組律師團協助。
2018年8月18日，劉曉玫批評花蓮縣政府編列的原民部落歲時祭儀補助預算有魚目混珠的行徑。

## 政治參選

### 2014年花蓮縣議員（第一選舉區）選舉
| 號次 | 候選人   | 性別 | 政黨       | 得票數 | 得票率 | 當選標記 |
| ---- | -------- | ---- | ---------- | ------ | ------ | -------- |
| 1    | 魏嘉賢   | 男   | 中國國民黨 | 4,685  | 11.12% |          |
| 2    | 莊枝財   | 男   | 民主進步黨 | 3,112  | 7.39%  |          |
| 3    | 謝國榮   | 男   | 中國國民黨 | 3,829  | 9.09%  |          |
| 4    | 方建興   | 男   | 民主進步黨 | 2,348  | 5.57%  |          |
| 5    | 楊文值   | 男   | 中國國民黨 | 4,871  | 11.56% |          |
| 6    | 釋楊悟空 | 男   | 親民黨     | 959    | 2.28%  |          |
| 7    | 施慧萍   | 女   | 中國國民黨 | 2,524  | 5.99%  |          |
| 8    | 林宗昆   | 男   | 中國國民黨 | 3,125  | 7.42%  |          |
| 9    | 劉曉玫   | 女   | 民主進步黨 | 3,522  | 8.36%  |          |
| 10   | 江如玲   | 女   | 中國國民黨 | 2,361  | 5.60%  |          |
| 11   | 楊華美   | 女   | 無黨籍     | 2,378  | 5.64%  |          |
| 12   | 李秋旺   | 男   | 中國國民黨 | 4,294  | 10.19% |          |
| 13   | 施金樹   | 男   | 民主進步黨 | 4,126  | 9.79%  |          |

### 2018年花蓮縣長選舉
| 1        | 徐榛蔚   | 中國國民黨     | 121,297票 | 71.52%                        | 當選                          |
| 2        | 劉曉玫   | 民主進步黨     | 43,879票  | 25.87%                        |                               |
| 3        | 黃師鵬   | 無黨籍         | 4,420票   | 2.61%                         |                               |
| 選舉日期 | 選舉日期 | 2018年11月24日 | 選舉人數  | 268,817人                     | 268,817人                     |
| 投票率   | 投票率   | 64.87%         | 投票人數  | 有效：169,596人 無效：4,780人 | 有效：169,596人 無效：4,780人 |

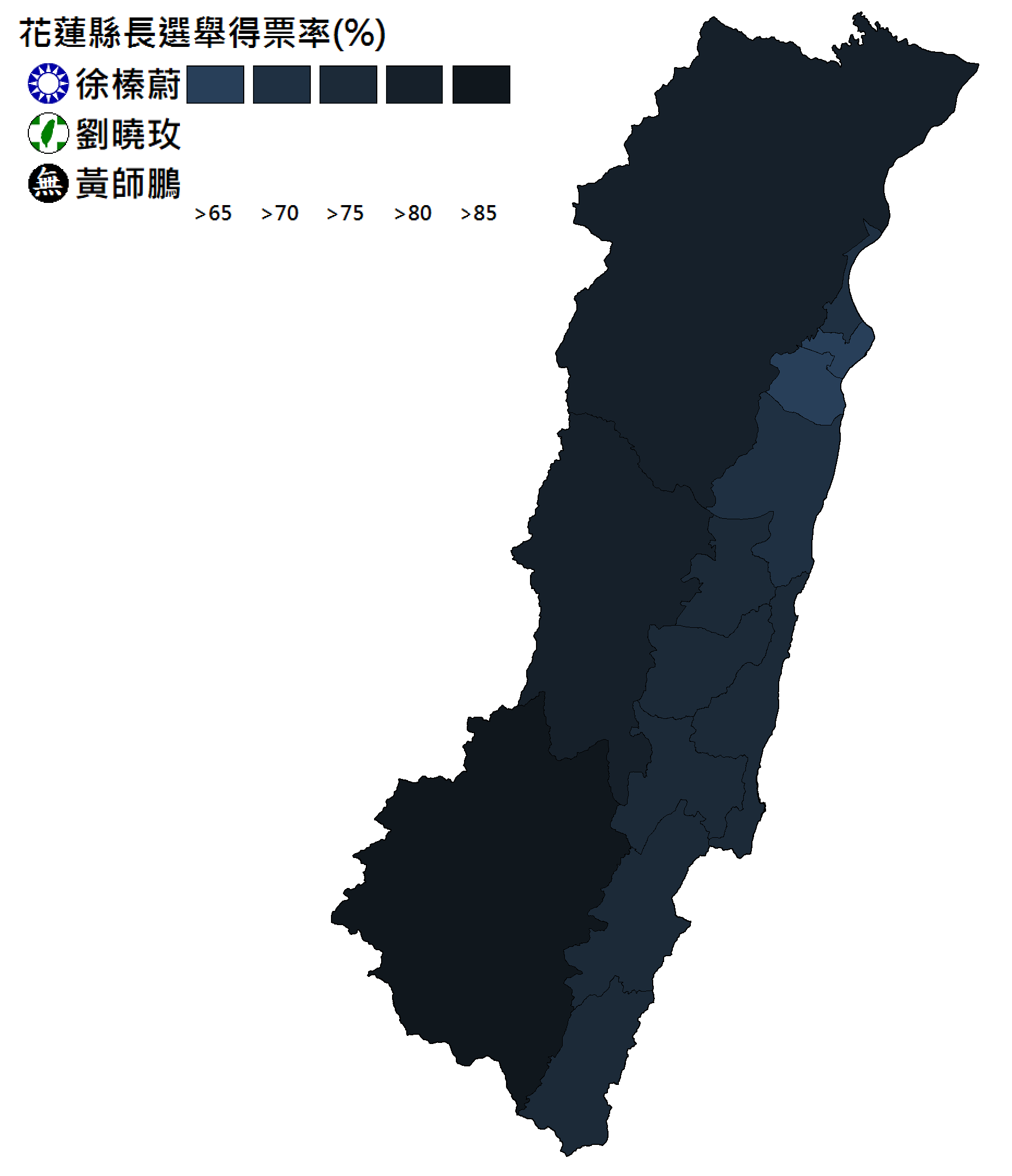
花蓮縣長選舉得票分布。

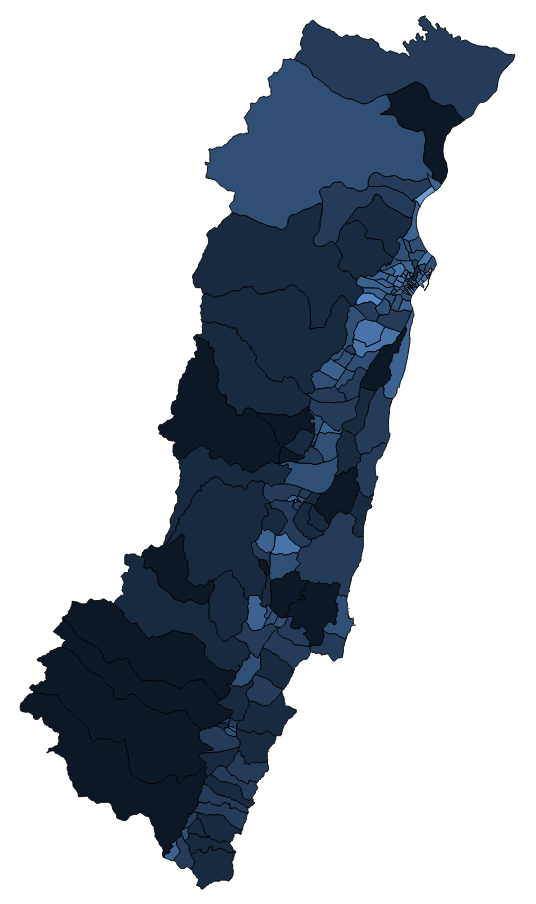
2018 花蓮縣縣長選舉各村里得票

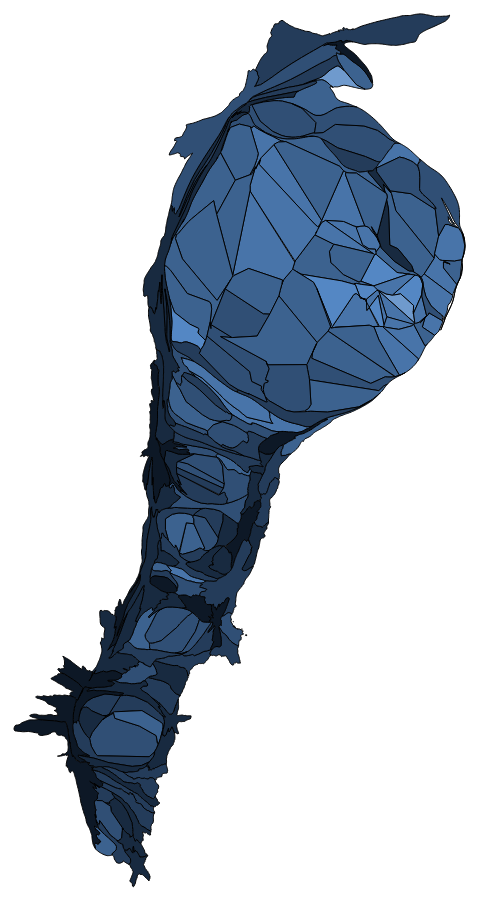
2018 花蓮縣縣長選舉各村里得票人口變形圖

劉曉玫除了在花蓮市的主商里小輸之外，其餘各里皆大幅落後。

## 外部連結
- 劉曉玫Facebook （页面存档备份，存于）
- YouTube上的劉曉玫頻道